# 얀 드망주
얀 드망주(프랑스어: Yann Demange)는 프랑스의 영화 감독이다. 파리에서 알제리인 아버지와 프랑스인 어머니 밑에서 태어났다. 연출 영화 《71: 벨파스트의 눈물》(2014)로 영국 독립 영화상 감독상을 수상했다.

## 연출 작품 목록

### 영화
- 71: 벨파스트의 눈물(2014)
- 화이트 보이 릭(2018)

### 텔레비전 드라마
- 런던 콜걸, 벨
- 데드 셋